# Берберов, Димитрий
Димитрий Берберов (исп. Dimitry Berberoff Diebaroff, болг. Димитър Берберов; 1916, Болгария — 26 января 2009, Сарагоса) — испанский дирижёр болгарского происхождения.
В 1941—1942 годы капельмейстер оперного театра во Франкфурте-на-Одере.
В 1948 году обосновался в Испании. В 1949—1962 годы главный дирижёр Сарагосского симфонического оркестра (в 1962 году коллектив прекратил своё существование). Предпочитал музыку Моцарта, Бетховена и Вагнера, однако в каждый концерт старался включать произведение испанского автора. В дальнейшем руководил оркестрами в Бильбао и Сан-Себастьяне, после чего вернулся в Сарагосу и преподавал виолончель в городской консерватории.
Сын — Димитрий Берберофф Айюда (род. 1969), судья Третьей палаты Верховного суда Испании.